# Dicranomyia (Dicranomyia) microsoma
Dicranomyia (Dicranomyia) microsoma is een tweevleugelige uit de familie steltmuggen (Limoniidae). De soort komt voor in het Neotropisch gebied.